# Imnul Ucrainei
Șce ne vmerla Ukraiina (în ucraineană Ще не вмерла Україна, în traducere Încă nu a murit Ucraina) este imnul național al Ucrainei. Imnul a fost aprobat de Rada Supremă la data de 6 martie 2003.

## Versuri
| În ucraineană | Transliterare | Transcriere fonetică (AFI) | Traducere |
| Ще не вмерла України і слава, і воля, Ще нам, браття молодії, усміхнеться доля. Згинуть наші воріженьки, як роса на сонці. Запануєм і ми, браття, у своїй сторонці. 𝄆 Душу й тіло ми положим за нашу свободу, І покажем, що ми, браття, козацького роду. 𝄇 | Șce ne vmerla Ukraiinî, i slava, i volea, Șce nam, brattea molodiii, usmihnetsea dolea. Zhînut nași vorijenkî, iak rosa na sonți, Zapanuem i mî, brattea, u svoiii storonți. 𝄆 Dușu i tilo mî polojîm za nașu svobodu, I pokajem, șcio mî, brattea, kozațkoho rodu. 𝄇 | [ˈʃt̪ʃɛ n̪ɛ ˈu̯mɛrɫɐ ʊkrɐˈjin̪ɪ ǀ i ˈsɫɑβ̞ɐ ǀ i ˈwɔlʲɐ ‖] [ʃt̪ʃɛ n̪ɑm ˈbrɑtʲːɐ moɫoˈd̪ʲiji ǀ ʊs̪mʲixˈn̪ɛtʲs̪ʲɐ ˈd̪ɔlʲɐ ‖] [ˈz̪ɦɪn̪ʊtʲ ˈn̪ɑʃi worʲiˈʒɛn̪ʲkɪ ǀ jɑk roˈs̪ɑ n̪ɑ ˈs̪ɔn̪t̪s̪ʲi ǀ] [z̪ɐpɐˈn̪ujem i mɪ ˈbrɑtʲːɐ ǀ u s̪woˈjij s̪t̪oˈrɔn̪t̪s̪ʲi ‖] 𝄆 [ˈd̪uʃʊj ˈtʲiɫo mɪ poˈɫɔʒɪm z̪ɑ ˈn̪ɑʃʊ s̪woˈbɔd̪ʊ ǀ] [i poˈkɑʒem ʃt̪ʃɔ mɪ ˈbrɑtʲːɐ ǀ koˈz̪ɑt̪s̪ʲkoɦo ˈrɔd̪ʊ ‖] 𝄇 | Încă nu a murit Ucraina, nici gloria, nici libertatea, Înca nouă, frații junii, ne va surîde soarta! Vor pieri dușmanii noștri, ca roua la soare, Vom stăpîni și noi, frații, în țara noastră. 𝄆 Suflet, trupul vom jertfi pentru libertatea noastră, Și vom arăta, că noi, frații, suntem din ginta căzăcească! 𝄇 |